# 魏莨哲
魏莨哲（2001年11月28日—）為臺灣男子籃球運動員，場上位置為後衛，現效力於台灣職業籃球大聯盟高雄全家海神。

## 早年
魏莨哲的母親是越南人，父母在他就讀幼稚園時離婚，魏莨哲與弟弟魏芃禾由父親撫養長大。魏莨哲從國小開始打籃球，與弟弟都是就讀立新國小、立新國中以及東山高中，魏莨哲在高二時登上高中籃球聯賽舞臺。高中畢業時錄取了四間大學，魏莨哲選擇南下進入國立高雄師範大學就讀，大四賽季魏莨哲繳出場均24.4分、5.1籃板、2.9助攻、2.5抄截的表現，場均得分數據僅次於得分王外籍生莫巴耶的26.5分。

## 職業生涯
2024年7月23日，魏莨哲在台灣職業籃球大聯盟新人選秀會第一輪第四順位獲得高雄全家海神青睞。7月27日，魏莨哲在CBA选秀第二輪第30順位被北京首钢選中。7月31日，高雄全家海神宣布與魏莨哲完成簽約。8月31日，魏莨哲在跨聯盟籃球邀請賽中獲選大會最佳五人。

## 外部連結
- 魏莨哲的Instagram帳戶
- 魏莨哲在台灣職業籃球大聯盟官網
- 魏莨哲在Eurobasket.com（球員）（英语）
- 魏莨哲在Flashscore（英语）